# Люксембург на летних Олимпийских играх 1960
Люксембург принимал участие в Летних Олимпийских играх 1960 года в Риме (Италия) в десятый раз за свою историю, но не завоевал ни одной медали. 

## Состав сборной
Сборная страны состояла из 52 спортсменов (47 мужчин и 5 женщин), которые соревновались в 10 видах спорта: 
- лёгкая атлетика
- бокс
- гребля на байдарках и каноэ
- велоспорт
- фехтование
- спортивная гимнастика
- стрельба
- плавание
- тяжёлая атлетика
- борьба

Самым молодым спортсменом люксембургской сборной был 17-летний фехтовальщик Жан-Поль Олинжер (Jean-Paul Olinger), самым старшим  — 48-летний стрелок Марсель Шенно (Marcel Chennaux). 